# Padrão (Espanha)
Padrão (em galego, Padrón) é um município (concello em galego) da província da Corunha, Galiza, no noroeste de Espanha. Pertence à comarca de Sar, tem 48,4 km² de área e em 2021 a população do município era de 8 317 habitantes (densidade: 171,8 hab./km²).

## Geografia
O concelho situa-se na confluência dos rios Sar e Ulla, junto ao fundo da ria de Arousa. A vila encontra-se 2 km a norte de Pontecesures, 18 km a sudoeste de Santiago de Compostela e 40 km a norte de Pontevedra.
O concelho é composto por cinco paróquias civis: Padrón (Santiago), Carcacía (San Pedro), Cruces (Santa María), Herbón (Santa María) e Iria Flávia (Santa María).
| Concelhos limítrofes de Padrón |              |           |
| Rois                           |              | Teo       |
| Rois                           |              | Teo       |
| Dodro                          | Pontecesures | A Estrada |

### Demografia
| 1900  | 1930  | 1950  | 1981  | 1991   | 1996   | 2001  | 2004  | 2009  | 2021  |
| 7 415 | 7 351 | 8 505 | 9 948 | 10 019 | 10 066 | 8 841 | 9 070 | 8 985 | 8 317 |
|       | 0,9%  | 15,7% | 17%   | 0,7%   | 0,5%   | 12,2% | 2,6%  | 0,9%  | 7,4%  |

## Etimologia
O topónimo da vila supostamente procede da palavra pedrón, provavelmente uma pseudo-interpretação ambígua em língua galega da palavra pedra (de origem grega), que por sua vez foi deformado no latim vulgar. O pedrón é um ara de origem latina dedicado ao deus Neptuno que até ao século XV se encontrava na margem esquerda (oriental) do rio Sar; atualmente encontra-se no interior da igreja paroquial de Santiago de Padrón, por baixo do altar.

## História
Até à chegada do exército romano o último quarto de século antes da nossa era (cerca de 26 a.C.), apenas se conhecem vestígios no município de nativos galaicos. Com base nos estudos e achados arqueológicos realizados na área da comarca do Sar, é certa a presença desses povos nas imediações, como comprovam, por exemplo, as mamoas de Paradegua e os petróglifos de Bouza Abadín no município vizinho de Dodro ou o castro de Picadizo no município de Rois. A chegada dos povoadores latinos e a primeira prova fiável da existência de habitantes em Padrón. Possivelmente uma das razões que dissuadiu as tribos galaicas de se instalarem no vale fosse o facto de ser uma zona essencialmente pantanosa, tanto é que a vila assenta literalmente em lama.
Os Romanos fundaram a cidade de Iria a um par de quilómetros a nordeste da vila. No local dessa importante cidade, que na época da dinastia flaviana (69–96 d.C.) mudaria de nome para Iria Flávia, encontra-se atualmente a pequena aldeia de Iria Flavia.
A pesca e o comércio devem ter sido as atividades dos primeiros povoadores, o que é comprovado pelos achados arqueológicos feitos nas sucessivas escavações  (Eladio Oviedo Arce, Sánchez Cantón, Filgueira Valverde e García Alén) levadas a cabo no século XX em Iria Flavia, na vila de Padrón e nas margens do rio Ulla na zona de Porto de abaixo. Nelas se encontrou cerâmica de terra sigillata, peças de bronze, tégulas (telhas romana) e pondus. A história posterior do município está intimamente ligada  à de Iria Flávia e isso deve-se à sua importância como porto, já não apenas pesqueiro, mas também comercial.
A chegada de Santiago Maior em 34 d.C., proveniente da Terra Santa, foi o ponto de partida da tradição jacobeia. Segundo a lenda, depois da sua morte em Jafa (Israel), os restos mortais de Santiago foram transportados para Padrón e depois depositados num local remoto, no monte Libredón, onde hoje se ergue a catedral de Santiago de Compostela. A barca que transportou o corpo do apóstolo foi presa ao antiga ara pagão que deu o nome ao concelho, daí ainda hoje se encontrar na igreja da vila. Num monte não muito longe do centro da vila, do outro lado do rio Sar, encontra-se um outro lugar de culto a Santiago: a pedra em cima da qual, de acordo com a lenda, Santiago celebrou missa.
Desde que os restos mortais do apóstolo foram levadas para Santiago de Compostela Padrón torna-se o princípio da rota até ao sepulcro para os peregrinos que chegam pelo mar. Também se converte num objetivo para os saqueadores viquingues e Normandos entre os séculos X e XI, o que levou Afonso V de Leão (r. 999–1027) a mandar reconstruir as Torres do Oeste, o antigo Castelo do Honesto (Castellum Honesti) de origem romana; isso fez com que a vila deixasse de ser assaltada, desfrutando de grande prosperidade durante os séculos XII e XIII.
O arcebispo de Santiago Diego Gelmires, nascido nas Torres do Oeste, foi um dos artífices dessa prosperidade. Foi ele quem construiu um cais na margem do Sar. Até ao século XVII, quando os aluviões do Sar causaram o recuo da ria, Padrón teve um porto situado onde está atualmente a igreja de Santiago e a Rua Murgadán, e dos seus estaleiros saíram as primeiras galés da marinha espanhola.
No século XV arcebispo Rodrígo de Luna morou durante dois anos em Padrón com todo o cabildo compostelano, a fim de se proteger dos condes de Altamira. O seu belo túmulo com estátua jacente pode admirar-se na igreja de Iria Flavia.
Padrón está ligado a importantes figuras da literatura galega, como Macías, o Enamorado, Xoán Rodríguez de Padrón, Camilo José Cela (1916-2002), prémio Nobel da Literatura de 1989 ou Rosalía de Castro, cuja casa onde viveu os seus últimos anos e morreu, é atualmente um museu.

## Património
- Igreja paroquial de Santiago de Padrón — Além da pedra da antiga ara a Neptuno que está na origem do nome do concelho e que segundo a lenda foi onde foi presa a barca que transportava o corpo de Santiago, que se encontra por baixo do altar, esta igreja conserva dois epígrafos, um em latim sobre a tradição do santo, e outro de 1133, sobre a reconstrução do templo ordenada pelo bispo Gelmires.
- Ermida de Santiaguiño do Monte — Segundo a lenda, era nesse local que o apóstolo se retirava para rezar após as suas prédicas. Ali se celebra uma romaria popular a 25 de julho, dia de Santiago, a qual inclui concursos de muinheiras.
- Casa da Matanza — Pazo (solar) onde residiu a escritora Rosalía de Castro e a sua família, situado na periferia, junto à estação de comboios. Atualmente é a Casa Museu Rosalía de Castro.
- Jardim Botânico — Situado no centro da vila, acolhe várias espécies de árvores exóticas e nativas.
- Feira de Padrón — Uma das feiras mais célebres da Galiza, realiza-se todos os domingos. Ali se pode comprar roupa, utensílios agrícolas, produtos hortofrutícolas da região, nomeadamente os famosos pimentos, queijos, pão, animais domésticos, etc.

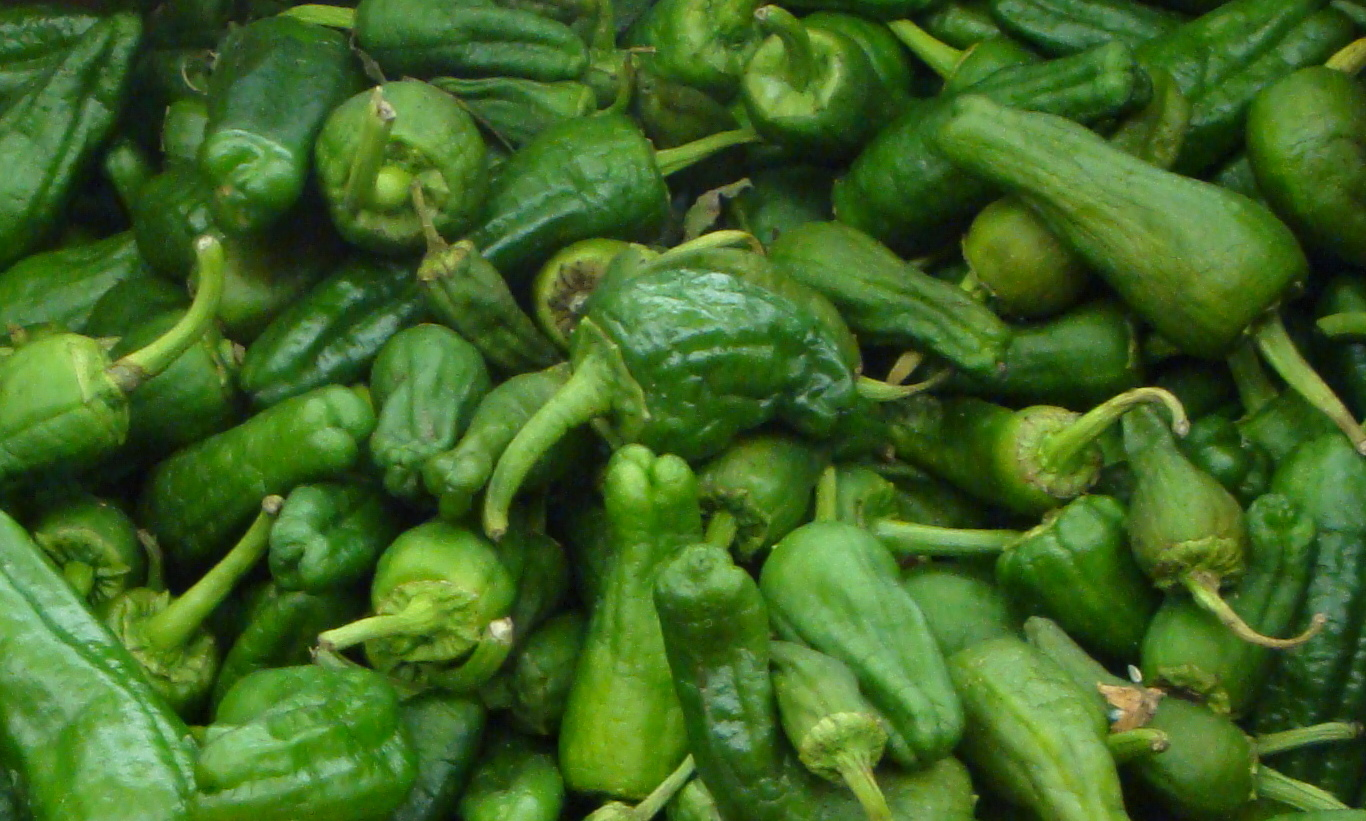
Pimentos de Padrón

- Pimento de Padrón — Este tipo de pimento, internacionalmente conhecido, é  cultivado na paróquia de Herbón, na bacia formada pelos rios Ulla e Sar, especialmente nas estufas de Herbón. Pequeno e de forma alargada, cónica e ligeiramente rugosa ou sulcada, consome-se verde e frito em azeite em fogo muito suave. De sabor intenso, pode ser muito ou pouco picante — esta característica está na origem de um dito popular galego: «Coma os pementos de Padrón: uns pican e outros non» ("como os pimentos de Padrón: uns picam outros não"). Trata-se de uma variedade de Capsicum annuum, provavelmente originária do México ou do sudoeste dos Estados Unidos, que foi levada para a região no século XVI ou início do século XVII por missionários do convento franciscano de Herbón.